# Plouider

Plouider este o comună în departamentul Finistère, Franța. În 1 ianuarie 2022 avea o populație de 1.801 de locuitori.